# اصل تقدم قوانین اتحادیه
اصل تقدم قوانین اتحادیه (انگلیسی: Primacy of European Union law) (که گاهی هم از آن به عنوان برتری یا ترجیح حقوق اتحادیه اروپا یاد می‌شود) یک اصل حقوقی است که قوانین اتحادیه اروپا را؛ در صورت متعارض بودن با قوانین ملی کشورهای عضو اتحادیه اروپا، متقدم می‌شمارد. این اصل از تفسیر دیوان دادگستری اروپا گرفته شد، که بر اساس آن قوانین اروپایی بر هرگونه قانون مغایر با قوانین ملی از جمله قانون اساسی خودِ یک کشور اولویت دارد. اکثریت دادگاه‌های ملی به‌طور کلی این اصل را به رسمیت شناخته و پذیرفته‌اند، به جز قسمتی که حقوق اروپا از قانون اساسی یک کشور عضو پیشی گرفته‌است. در نتیجه، دادگاه‌های قانون اساسی ملی نیز این حق را برای خود محفوظ دانسته‌اند که انطباق قوانین اتحادیه اروپا با قانون اساسی ملی را مورد بررسی قرار دهد.
برای دیوان عدالت اروپا، دادگاه‌های ملی و مقامات دولتی باید هنجارهای ملی را که تصور می‌شود با قوانین اتحادیهٔ اروپا مطابقت ندارد، رد کنند.